# 金灯寺石窟
36°01′14″N 113°41′10″E / 36.02056°N 113.68611°E
金灯寺石窟位于中国山西省平顺县杏城镇背泉村，毗邻河南省林州市，2006年被列为第六批全国重点文物保护单位。
金灯寺原称宝岩寺，坐北朝南，前临深谷，依崖而建，共有七院，现存延寿殿、关公殿、丈八佛殿等建筑。石窟开凿于明弘治十七年（1504年）至嘉靖四十四年（1565年），共有洞窟十四座、佛龛三十七个、摩崖造像五百余尊。